# Chondrilla mixta
Chondrilla mixta är en svampdjursart som beskrevs av Schulze 1877. Chondrilla mixta ingår i släktet Chondrilla och familjen Chondrillidae. Inga underarter finns listade i Catalogue of Life.